# Михайло
Миха́йло (церковна форма імені: Михаїл) — українське чоловіче особове ім'я. Походить від єврейського імені «Міхаел» (івр. מיכאל, Mîkhā'ēl, МФА: [mixaˈʔel], «хто є як Бог?»). В українську мову потрапило через посередництво мови грецької — «Міхаель» (грец. Μιχαήλ, Mikhaḗl). В англомовних країнах — Майкл; в іспаномовних — Мігель; у португаломовних — Мігел. У чеськомовних - Mihal Жіноча форма — Михайлина. Розмовні (пестливі та зменшені) форми імені: Миха́йлик, Миха́йличок, Миха́йлонько, Миха́йлочко, Михайлу́ньо, Миха́лко, Миха́лик, Миха́ль, Миха́льо, Миха́сь, Миха́сик, Миха́сько, Миха́сьо, Місько, Меша, Мішутка.
Латинська транслітерація в паспорті громадянина України для виїзду за кордон — Mykhailo.

## Етимологія
Спочатку — архангел, згадується в Біблії (Книга пророка Даниїла 10:13[недоступне посилання з вересня 2019], 10:21[недоступне посилання з вересня 2019] і 12:1[недоступне посилання з вересня 2019]), а також у Корані (Сура Аль-Бакара 2:98 [Архівовано 4 березня 2016 у Wayback Machine.]). У християнській (православній і католицькій) традиції Архангел Михаїл — архістратиг (командувач ангельським воїнством) (Об'явлення 12:7[недоступне посилання з вересня 2019]).
У мусульман можливість називати дітей ім'ям Михайло є спірною, оскільки багато богословів вважають неприйнятним називати людей іменами ангелів.

## Особи

### Святі
- Архангел Михаїл — ангел-цілитель, захисник, патрон вояків і лицарів. День вшанування 8 листопада.

### Візантійські імператори
- Михаїл I — імператор (811—813).
- Михаїл II — імператор (820—829).
- Михаїл III — імператор (842—867).
- Михаїл IV — імператор (1034—1041).
- Михаїл V — імператор (1041—1042).
- Михаїл VI — імператор (1056—1057).
- Михаїл VII — імператор (1067—1078).
- Михаїл VIII — імператор (1224—1282).
- Михаїл IX — імператор (1295—1320).

### Київські митрополити
- Михаїл I — перший міфічний митрополит (988—992).
- Михаїл II — митрополит (1130—1145).
- Михаїл III — митрополит (1171—1173).

### Вишневецькі
- Михайло Вишневе́цький — князь, старший Війська Запорозького.
- Михайло Михайлович Вишневе́цький — князь.
- Михайло Корибут Вишневецький — король Речі Посполитої (1669—1673).

#### Інші
- Михаїл (єпископ Юріївський) — голова Київської митрополії у 1170-х роках;
- Михаїл (Митяй) — митрополит Київський (†1380);
- Михаїл (Рагоза) — митрополит Київський (†1599);
- Михаїл (Єрмаков) — митрополит Київський (†1925);
- Михаїл Кіруларій — Патріарх Константинопольський (бл. 1000—1058);
- Михаїл Пселл — візантійський політик.
- Михайло Юрійович — великий князь Київський (1171).
- Михаїл Всеволодович — князь чернігівський (1179—1246).
- Михаїл Федорович — перший московський цар з роду Романових (1596—1645).
- Михайло Олександрович — російський великий князь.
- Михайло Обренович  — сербський князь (1839—1842, 1860—1868)
- Михайло I Асень — болгарський цар (1246—1256).
- Михаїл Шишман — болгарський цар (1323—1330).
- Михайло Хоробрий  — волоський господар (1593—1601).
- Міхай I — король Румунії (1927—1933, 1940—1947).
- Михайло Церетелі — грузинський князь.
- Михайло Хмельницький — батько Богдана Хмельницького.

### Політика
- Михайло Бакунін — російський діяч, один з головних ідеологів анархізму.
- Михайло Бестужев-Рюмін — декабрист, один із керівників повстання Чернігівського полку.
- Михайло Горбачов — голова СРСР (1985—1991).
- Михайло Грушевський — український діяч, голова Центральної Ради (1917—1918).
- Михайло Дорошенко — козацький гетьман (1622—1628).
- Михайло Кутузов — російський полководець.
- Михайло Фрунзе — радянський військовик, революціонер.
- Михайло Чубинський — український юрист.

### Економіка
- Михайло Прохоров — російський бізнесмен.
- Михайло Ходорковський — російський бізнесмен.

### Наука
- Михайло Гуревич — радянський авіаконструктор.
- Михайло Драгоманов — український суспільствознавець.
- Михайло Калашников — російський конструктор.
- Михайло Ломоносов — російський учений.
- Михайло Остроградський — український математик.
- Михайло Цвєт — російський ботанік.

### Мистецтво
- Михайло Баришніков — американський балетмейстер.
- Михайло Булгаков — російський письменник.
- Михайло Вербицький — український композитор.
- Михайло Врубель — російський художник.
- Михайло Глінка — російський композитор.
- Михайло Дамаскін — грецький художник.
- Михайло Жванецький — російський гуморист.
- Михайло Зощенко — радянський письменник.
- Михайло Іллєнко — український кінорежисер.
- Михайло Коцюбинський — український письменник.
- Михайло Лермонтов — російський письменник.
- Михайло Лисенко — український скульптор.
- Михайло Старицький — український драматург.
- Михайло Стельмах — український письменник.
- Михайло Шолохов — російський письменник.

### Спорт
- Михайло Ботвинник — радянський шахіст.
- Михайло Ботвинов — австрійський лижник.
- Михайло Лінге — радянський атлет.
- Михайло Таль — радянський шахіст.
- Михайло Фоменко — український футболіст.
- Михайло Южний — російський тенісист.
- Михайло Мудрик — український футболіст. Легенда футболу

## Топоніми

### Україна
- Михайлівська площа
- Михайлівська площа (Київ)
- Михайлівський Золотоверхий монастир
- Михайлівка
- Михайлівка (пункт пропуску) — на кордоні з Молдовою.
- Михайлівка (річка) — Рівненська область.
- Михайлівка Перша
- Михайлівка-Рубежівка
- Михайлівське
- Михайлевичі
- Михайленки
- Михайленків
- Михайленкове
- Михайлики
- Михайлин
- Михайлівське
- Михайлівці
- Михайло-Коцюбинське
- Михайло-Ганнівка
- Михайло-Жукове
- Михайло-Заводське
- Михайло-Ларине
- Михайло-Лукашеве
- Михайло-Олександрівка
- Михайлове
- Михайлопіль
- Михайлюки
- Михайлючка
- Михалє
- Михалин
- Михалків
- Михалківці
- Михалкове
- Михальча
- Михальче
- Михальчина-Слобода
- Михиринці
- Михівка
- Михіївка
- Михлин
- Михля
- Михнів
- Михнівка
- Михнівці
- Михунки
- Підмихайлівці
- Підмихайля

### Молдова
- Михайлівка (Рибницький район)
- Міхайловка (Синжерейський район)
- Міхайловка (Флорештський район)
- Михайлівка (Чимішлійський район)

### Росія
- Михайловка (Ігринський район) — село.
- Михайловка (Камбарський район) — село.
- Михайловка (Граховський район) — колишнє село.

### Інше
- Сан-Мігель
- Сан-Мігел
- Сен-Мішель

## Згадки в Біблії
- Михей (Міхая, івр. מִיכַיְהוּ, מִיכָה, Міха́йху, Міха́ — хто є як Ягве) — біблійний пророк, належав до 12 «малих» пророків Старого Заповіту.

### У Старому Завіті
- Батько Сетура, одного з 12-ти вивідувачів землі Ханаанської (Книга Числа 13:13[недоступне посилання з вересня 2019])
- Один з племені Гадового, який жив у башанському краї (Перша книга хроніки 5:13[недоступне посилання з жовтня 2019])
- Син Ізрахія, коліна Іссахарів (Перша книга хроніки 7:3)
- Один з тисячників Манасії, які перейшли до Давида в Ціклаґу (Перша книга хроніки 12:20-21[недоступне посилання з жовтня 2019])
- Батько Омрі, головний начальник Іссахарів (Перша книга хроніки 27:18)
- Один з 7-ми синів Йосафата, царя Ізраїльського (Друга книга хроніки 21:2)
- Батько Завадії, згадується в числі осіб, які повернулися з Ездрою із Вавилона в час царювання Артаксеркса (Книга Езри 8:8)
- Веніамітянин, з синів Берії (Перша книга хроніки 8:16)

## Похідні прізвища
Від імені Михайло утворено багато українських прізвищ — Михальчак, Михальчан, Михальчук, Михальчишин, Михальців, Михалець, Михалевич, Михалейко, Михалінський, Михалішка, Михалів, Михалівський, Михалкевич, Михалко, Михальницький, Михалович, Михальський, Михалицький, Михалецький, Михалевич, Михалик, Михалишин, Михалюк, Миханчук, Михасів, Михаськів, Михаський, Михасин, Михасюк, Михайчук, Михайленко, Михайлевич, Михайліцький, Михайлів, Михайлівський, Михайлов, Михайловський, Михайлович, Михайлунів, Михайлицький, Михайлиця, Михайлик, Михайлина, Михайлинка, Михайлишин, Михайлюк, Михельчук, Михном, Михнич, Михорук, Миховський, Михайляк.

## Популярність
У США ім'я Michael (Майкл) у 2013 році зайняло сьоме місце за популярністю, у 2008 році — друге місце, у 2000 році воно займало перше місце, а всього за 100 років починаючи з 1914 року — 44 рази (з 1961 року по 1998 рік 38 разів поспіль) посідало першу сходинку, 11 разів — другу, та 3 рази — третю. Також це ім'я популярне у Швейцарії — 6 місце у 1997 році для німецького варіанту «Michael (Мі́хаель)» (французький варіант «Michel (Міше́ль)» зайняв лише 87 місце).